# Quercus copeyensis
Quercus copeyensis — вид рослин з родини букових (Fagaceae), поширений від Гватемали до Панами.

## Опис
Це дерево понад 30 метрів заввишки; стовбур до 2 метрів у діаметрі і більше. Кора світло-сіра, луската. Гілочки стрункі, бліді, без волосся. Листки вічнозелені, дуже поліморфні, товсті, шкірясті, від овальних до широко еліптичних, 5–12 × 2–5 см; верхівка гостра, рідко тупа; основа від ослабленої до клиноподібної або від округлої до серцеподібної; край злегка загнутий, цілий або майже такий, з іноді невеликими дрібними зубцями на верхівковій 1/2; верх блискучий зелений, голий за винятком розсіяних волосків уздовж середньої жилки; низ блідіший, тьмяний, безволосий за винятком біля основи середньої жилки; ніжка безволоса, темно-червонувато-коричнева, 5 мм. Жолуді майже кулясті, завдовжки 3–4 см, ушир 3 см; чашечка охоплює менше 1/2 горіха, з притиснутими лусочками; дозрівають першого року.

## Середовище проживання
Поширений у Гватемалі, Коста-Рикі, Гондурасі, Нікарагуа, Панамі. Росте у вологих тропічних лісах; на висотах від 2000 до 3000 метрів.